# 母の贈りもの
母の贈りもの（ははのおくりもの、原題：A Home of Our Own）は、1993年に公開されたアメリカ合衆国のドラマ映画。出演はキャシー・ベイツ、エドワード・ファーロングほか。
1962年、アイダホ州の架空の町に家を建てようとする家族の姿を描く。

## あらすじ
ポテトチップス製造工場で働く未亡人のフランシス・レイシーは、ロサンゼルスの小さなアパートに子供6人と一緒に暮らしている。
ある日、フランシスは上司のセクハラから起こった喧嘩が原因で仕事を解雇されてしまう。また、息子のシェーンが公衆電話から小銭を盗んだとして警察に補導される。
フランシスは、ロサンゼルスでは良好な家庭を築けないと思い、この地を離れて新しい家を探そうと決意。一家で車に乗り込み、町を出ていく。
車がアイダホ渓谷に差し掛かった頃、フランシスは未完成の木造家屋の骨組みを見つける。彼女は土地の所有者のムーンを説得し、それを新しい我が家にしようとリフォームを始めるのだった。

## キャスト
※括弧内は日本語吹替
- フランシス・レイシー：キャシー・ベイツ（磯辺万沙子）
- シェーン・レイシー：エドワード・ファーロング（緑川光）
- リン・レイシー：クラリッサ・ラシグ
- フェイ・レイシー：サラ・シャウブ
- マレー・レイシー：マイルス・フォウルナー
- アニー・レイシー：エイミー・サカシッツ
- クレイグ・レイシー：T・J・ロウザー
- ムーン：スーン・テック・オー
- ノーマン：トニー・カンピシ

## 評価
ロジャー・イーバートは本作に三ツ星の評価を与え、「これは決して素晴らしい映画ではないが、思いやりがある作品」と評している。